# Helene Guerin
Helene Guerin, död efter 1755, var en fransk kompositör. 
Hon är känd som skaparen av operan Daphnis et Amalthée, 1755.